# La nave (álbum)
La nave es un EP de la banda de rock argentina Los Ratones Paranoicos editado en 1992 por Epic Records.
El EP consta de tres temas en vivo grabados en el Estadio Obras Sanitarias en abril de 1992, y un remix de la canción "La nave", de Fieras lunáticas.

## Lista de canciones
1. La nave (4:50) (Extended mix)
2. Cowboy (3:30)  (En vivo)
3. Rock del pedazo (4:05)  (En vivo)
4. Rock del gato (4:25)  (En vivo)

## Personal
- Juanse - voz, guitarra
- Sarcófago - guitarra
- Pablo Memi - bajo
- Roy Quiroga - batería